# Lietuvos lengvosios atletikos federacija
Litewska Federacja Lekkoatletyczna (lit. Lietuvos lengvosios atletikos federacija, LLAF) – litewska narodowa federacja lekkoatletyczna należąca do European Athletics. Siedziba znajduje się w Wilnie.
Federacja powstała w 1921.